# Nura (rapper)
Nura Habib Omer, nota semplicemente come Nura (Al Kuwait, 24 dicembre 1988), è una rapper e attrice tedesca con cittadinanza eritrea. Ha fatto parte del duo hip hop SXTN insieme alla rapper Juju.

## Biografia
I genitori di Nura sono eritrei, ma il padre lavora in Kuwait, luogo dove lei nasce. Durante la Guerra del Golfo, sua madre parte per la Germania portando con sé i quattro figli, mentre il padre resta in Kuwait. A causa di conflitti familiari, Nura trascorre diverso tempo in un centro di accoglienza giovanile. All'età di 18 anni trasferisce a Berlino e dove segue una formazione come assistente sociale, che però non completa.
Possiede tuttora soltanto la cittadinanza eritrea, nonostante sia residente in Germania.
Nel 2020, pubblica la sua autobiografia, Weißt du, was ich meine? Vom Asylheim in die Charts (Sai cosa intendo? Dal centro profughi alle classifiche), in cui racconta della sua infanzia, caratterizzata dalle differenze tra la cultura eritrea e quella tedesca, oltre al razzismo e al sessismo che ha dovuto affrontare.

## Carriera
Nel 2014 fonda con la rapper Juju il gruppo SXTN, grazie al quale le due artiste si fanno conoscere nel panorama musicale locale, ottenendo anche un disco d'oro con il singolo Von Party zu Party. Le loro canzoni si caratterizzano per i testi provocatori, volti a sfidare il sessismo presente in alcuni testi rap. Il gruppo si scioglie nel 2018; contestualmente, entrambe le rapper intraprendono carriere soliste.
Il suo primo singolo da solista è Auf der Kippe con AchtVier, presto seguito da Babebabe, realizzato insieme ai SAM, che entra nella Top 100 Singoli tedesca. Un successo ancora maggiore è riscontrato dal successivo brano Chaya, in collaborazione con il rapper Trettmann, che debutta al 33º posto in classifica. Il 29 marzo 2019 pubblica il suo primo album in studio, intitolato Habibi, che contiene 18 brani cantati e rappati. Nel 2019 prende parte a manifestazioni come il Summerjam, l'Happiness Festival e l'Openair Frauenfeld.
Nel 2021 prende parte all'ottava edizione del reality show di VOX Sing meinen Song, insieme a Johannes Oerding, DJ BoBo, Stefanie Heinzmann, Gentleman, Ian Hooper dei Mighty Oaks e Joris, diventando la prima rapper a parteciparvi. Il 20 agosto dello stesso anno pubblica il suo secondo album Auf der Suche, in cui si cimenta in vari generi musicali e tratta problematiche sociali come il sessismo, il razzismo, le violenze commesse dagli agenti di polizia e la dipendenza affettiva.
Il suo terzo album, dal titolo Periodt, viene reso disponibile il 5 ottobre 2023, anticipato dal singolo FUBU.

### Carriera da attrice
Come attrice, debutta sullo schermo in un ruolo secondario nel film del 2012 The Passenger di Tor Iben. Successivamente appare nel film Der Nachtmahr del 2015, nel film Asphaltgorillas di Detlev Buck del 2018, nonché nella serie TV Jerks. del 2019.
Nella serie televisiva di Amazon Prime Die Discounter, andata in onda per la prima volta il 17 dicembre 2021, Nura interpreta la cassiera Flora, uno dei personaggi principali.

## Discografia

### Album in studio
- 2019 – Habibi
- 2021 – Auf der Suche
- 2023 – Periodt

### SXTN
- 2017 – Leben am Limit

## Filmografia

### Film
- 2012 – The Passenger
- 2015 – Der Nachtmahr
- 2018 – Asphaltgorillas
- 2019 – Skylines
- 2020 – Hager
- 2020 – Asphalt Börning
- 2021 – Your Life Is a Joke

### Serie TV
- 2019 – Jerks. (stagione 3, episodio 5)
- 2021–in corso – Die Discounter